# Beds Are Burning
Beds Are Burning is een nummer van de Australische rockband Midnight Oil. Het is de eerste single van hun zesde studioalbum Diesel and Dust uit 1987. Op 10 augustus dat jaar werd het nummer eerst in Australië en Nieuw-Zeeland op single uitgebracht. In maart 1988 volgden Europa, Zuid-Afrika, de VS en Canada.

## Achtergrond
De plaat werd in diverse landen een hit. Deze protestplaat, over de onderdrukking en verwijdering van de Pintupi Aboriginals 'down under', draagt ook de eervolle titel "One of the 500 songs that shaped rock and roll". In Midnight Oils thuisland Australië behaalde de plaat de 6e positie, in Nieuw-Zeeland, Zuid-Afrika en Canada werd zelfs de nummer 1-positie behaald. In Frankrijk de 5e, Zweden en de VS de 17e, Ierland de 11e, het Verenigd Koninkrijk de 6e positie in de UK Singles Chart en in de Eurochart Hot 100 de 20e positie.
In Nederland was de plaat op vrijdag 25 maart 1988 Veronica Alarmschijf op Radio 3 en werd een gigantische hit in de destijds twee landelijke hitlijsten op de nationale publieke popzender. De plaat bereikte in zowel de Nederlandse Top 40 als de Nationale Hitparade Top 100 de 3e positie.
In België bereikte de plaat de 2e positie in zowel de voorloper van de Vlaamse Ultratop 50 als de Vlaamse Radio 2 Top 30. In Wallonië werd géén notering behaald.
In de sinds december 1999 jaarlijks uitgezonden NPO Radio 2 Top 2000 van de Nederlandse publieke radiozender NPO Radio 2 staat de plaat sinds 2000 onafgebroken genoteerd in de lijst der lijsten, met als hoogste notering een 387e positie in 2000.

## NPO Radio 2 Top 2000
| Nummer met noteringen in de NPO Radio 2 Top 2000 | '00 | '01 | '02 | '03 | '04 | '05 | '06 | '07 | '08 | '09  | '10 | '11 | '12 | '13 | '14 | '15 | '16  | '17  | '18  | '19  | '20  | '21  | '22  | '23  | '24  |
| ------------------------------------------------ | --- | --- | --- | --- | --- | --- | --- | --- | --- | ---- | --- | --- | --- | --- | --- | --- | ---- | ---- | ---- | ---- | ---- | ---- | ---- | ---- | ---- |
| Beds Are Burning                                 | 387 | 488 | 484 | 716 | 671 | 843 | 845 | 922 | 756 | 1009 | 915 | 953 | 743 | 747 | 796 | 884 | 1077 | 1017 | 1133 | 1048 | 1078 | 1052 | 1134 | 1188 | 1184 |

1. ↑  Een vetgedrukt getal geeft de hoogste notering aan.
2. ↑  2000 was het eerste jaar met een notering voor dit nummer.